# Saison 1 du Disney Parade
Chronologie
Saison 2
Voici le détail de la première saison de l'émission Disney Parade diffusée sur TF1 du 19 février 1989 au 27 août 1989.

## Animateurs et Fiche technique

### Les Animateurs
Tout au long de son existence l’émission a eu de manière quasi-ininterrompue deux animateurs. Ce tandem fille/garçon reposait au cours de cette saison sur :
- Jean-Pierre Foucault
- Julia et Pilou

### Fiche de l'émission
- Réalisation : Laurent Villevielle
- Production : Gérard Louvin
- Société de production : Buena Vista Television

## Courts-métrages classiques diffusés
- Mickey Mouse
- Donald Duck
- Dingo
- Donald & Dingo
- Pluto
- Tic et Tac
- Silly Symphonies

### Liste des courts-métrages classiques
Voici une liste non exhaustive de ces derniers :

## Le Monde Merveilleux de Walt Disney et les séries
Voici une liste non exhaustive de ces derniers :

### Programmation
| Date                     | Le Monde Merveilleux de Walt Disney                                    | Séries |
| ------------------------ | ---------------------------------------------------------------------- | ------ |
| dimanche 12 février 1989 |                                                                        |        |
| dimanche 19 février 1989 |                                                                        |        |
| dimanche 26 février 1989 |                                                                        |        |
| dimanche 5 mars 1989     |                                                                        |        |
| dimanche 12 mars 1989    | Les nouvelles aventures de Davy Crockett: Un arc-en-ciel après l'orage |        |
| dimanche 19 mars 1989    | Les nouvelles aventures de Davy Crockett                               |        |
| dimanche 26 mars 1989    | Un torrent de folie                                                    |        |
| dimanche 2 avril 1989    |                                                                        |        |
| dimanche 9 avril 1989    |                                                                        |        |
| dimanche 16 avril 1989   |                                                                        |        |
| dimanche 23 avril 1989   | Les nouvelles aventures de Davy Crockett: L'homme de la forêt          |        |
| dimanche 30 avril 1989   | Herbie, Un amour de Coccinelle épisode 2                               |        |
| dimanche 7 mai 1989      |                                                                        |        |
| dimanche 14 mai 1989     | Tel père, tel fils                                                     |        |
| dimanche 21 mai 1989     | Les nouvelles aventures de Davy Crockett: L'ange gardien               |        |
| dimanche 28 mai 1989     |                                                                        |        |
| dimanche 4 juin 1989     | Les nouvelles aventures de Davy Crockett: La terre à Polly             |        |
| dimanche 11 juin 1989    | Joyeux anniversaire Donald                                             |        |
| dimanche 18 juin 1989    |                                                                        |        |
| dimanche 25 juin 1989    |                                                                        |        |
| dimanche 2 juillet 1989  |                                                                        |        |
| dimanche 9 juillet 1989  |                                                                        |        |
| dimanche 16 juillet 1989 | La légende de Mafatu                                                   |        |
| dimanche 23 juillet 1989 |                                                                        |        |
| dimanche 30 juillet 1989 |                                                                        |        |
| dimanche 6 aout 1989     |                                                                        |        |
| dimanche 13 aout 1989    |                                                                        |        |
| dimanche 20 aout 1989    |                                                                        |        |
| dimanche 27 aout 1989    | Les nouvelles aventures de Davy Crockett: Davy Crockett au Fort Alamo  |        |